# Лебедево (Молодечненский район)
Ле́бедево (бел. Ле́бедзева) — агрогородок в Молодечненском районе Минской области Беларуси. Административный центр Лебедевского сельсовета. Население — 1047 человек (2009). Вблизи агрогородка находится исток реки Невежа.

## История
Впервые упоминается 25 апреля 1387 года в дарственной грамоте Ягайло на Трокское, Минское и Полоцкое княжества своему брату князю Скиргайлу «под нашей печатью завесистою». Свидетелями грамоты были «чесные люди» господин Храшчэнька Зягловски и доктор Святослав. Среди различных перечисленных мест названо «да жь село Лебедев, что и к Лебедеву тягло и тягнет, и то Лебедевская волостка, люди все и села, та околица». Таким образом Лебедево в XIV веке было волостным центром, и принадлежала одному лицу. Скорее всего Лебедево тем временем «тянуло» к Крево.
Согласно археологическими исследованиями в Лебедеве существовало городище, относящееся к 1 тыс. до н. э. Местное название — «Царковишча». Находилось в полутора километрах к западу от деревни и полукилометре левее дороги в деревню Маркова. Позднее городище было разрушено во время строительства дороги.
По краеведческих данным конца XIX века: «М. Лебедево, Лебедевского вол., Вилейского уезда. За 1,5 версты к западу от городка находится среди поля возвышение в форме копноподобной горки, немного превышающей 20 саженей в окружности, поверхность плоская. Перевозя оттуда камни для строительства церкви в 1866 году, крестьяне нашли камень с выдолбанным углублением внутри. Такие камни обычно ставили на входе в храм для воды. Место это называют „Царковишча“, или „старое место“. По преданиям, здесь была церковь, которая исчезла под землёй».
В XV веке Лебедево принадлежала князьям Гольшанским.
В 1476 году Гольшанские построили костел Рождества Пресвятой Богородицы.
С 1519 по 1557 год Лебедево — королевское владение, шляхетское городок.
По данным инвентаря от 7 июня 1535 года в Лебедеве были мельница, озеро, где выращивали рыбу. Озеро было предметом судебных споров. Отмечено, что Лебедево имела «охоту звериные, птичьи и рыбные, гоны бобровые и всякими грунтами земельными, на которых жила знать с людьми пешие, волостными с батраками, с челядью несвободной …»
В 1567 году Король Сигизмунд Август с целью подготовки к подписанию унии созвал в Лебедеве 30 тысяч великолитовской шляхты.
Магнаты Великого Княжества Литовского предлагали так называемый «мягкий» вариант Речи Посполитой, исключающий присоединение к Польше и предусматривал сохранение отдельного Сейма.
На устном шляхетском референдуме даётся согласие на созыв общего с поляками Сейма, где и решается вопрос унии.
Лебедево — былое владение князей Радзивиллов, что построили здесь каменный кальвинистский собор, покровительницей которого была П. К. Радзивилл, маркграфиня Бранденбургская. С 1704 собор не имел своего настоятеля, поэтому сюда приезжал пастор из Жупран для отправления службы. В 1754 году сбор был приписан к Жупранскому. Поддержаный материально Радзивиллами собор просуществовал до конца XVIII века. Один из немногих в ВКЛ пережил контрреформациию. Даже когда не стало пастора, местная община сама по себе продолжала действовать.
По инвентарю 1579 года, в Лебедеве были улицы Большая, Виленская, Хажовская, Вяликасадская. В конце Виленской примыкала Старое село (с четырьмя шнурами), и Асанавшчына. При речке Нявежа в Лебедеве был большой «двор» с 14 хозяйственными постройками (пивоварня с 14 бочками, солодильня, сарай, хлев, амбар, и др.). В Лебедевском имении насчитывалось 29 «дымов», а в городке 134 дымов. Для сравнения в соседней деревне Мароськи тогда было 52 «дымы». Среди зависимых от Лебедевского двора отмечен в инвентаре фольварки и застенки — Малиновщина, Тарашкова, Хвашчовка, Кухмистрава, Ивановшчына, Поташня, Уша, Слободка, Доманово, Татарщина, Зубкова, Озерище, Лабачовка, Высокавшчына, Ярашова, Рудовка, Морозко (Маросько), Старая и Новая Боркавшчына.
В 1588 году Альбрехт Радзивилл продал Лебедево Юзефу Головня.
В XVI веке на полях Лебедевского имения выращивали: ячмень, овес, гречиха, рожь, коноплю, лен, бобы и другое. Помимо различных полевых работ (барщины), лебедевцы выходили на «гвалты»: строили мосты, прокладывали гати и прочее.
В начале XVII веке в городке расцвела торговля, основой которой была продажа алкогольных напитков. В Лебедеве это время на 149 домов приходилось 48 трактира и постоялых дворов. Согласно археологическими раскопками в центре Лебедева была проложена канализация. Документы сохранили имена и фамилии тогдашних жителей Лебедева: Антон Мацулевич, Симон Глод, Григорий Блин, Симон Корсак, Левон Харлап, Казимир Блажен, Матвей Габрынович, Иосиф Томашевич, Левон Жир, Юрка Суле.
В 1655 году Лебедево было уничтожено российскими войсками во время войны Московского государства с Речью Посполитой.
8 мая 1667 года в Лебедеве был крестьянский бунт.

В 1708 году во время Северной войны через Лебедево проходили шведские войска.

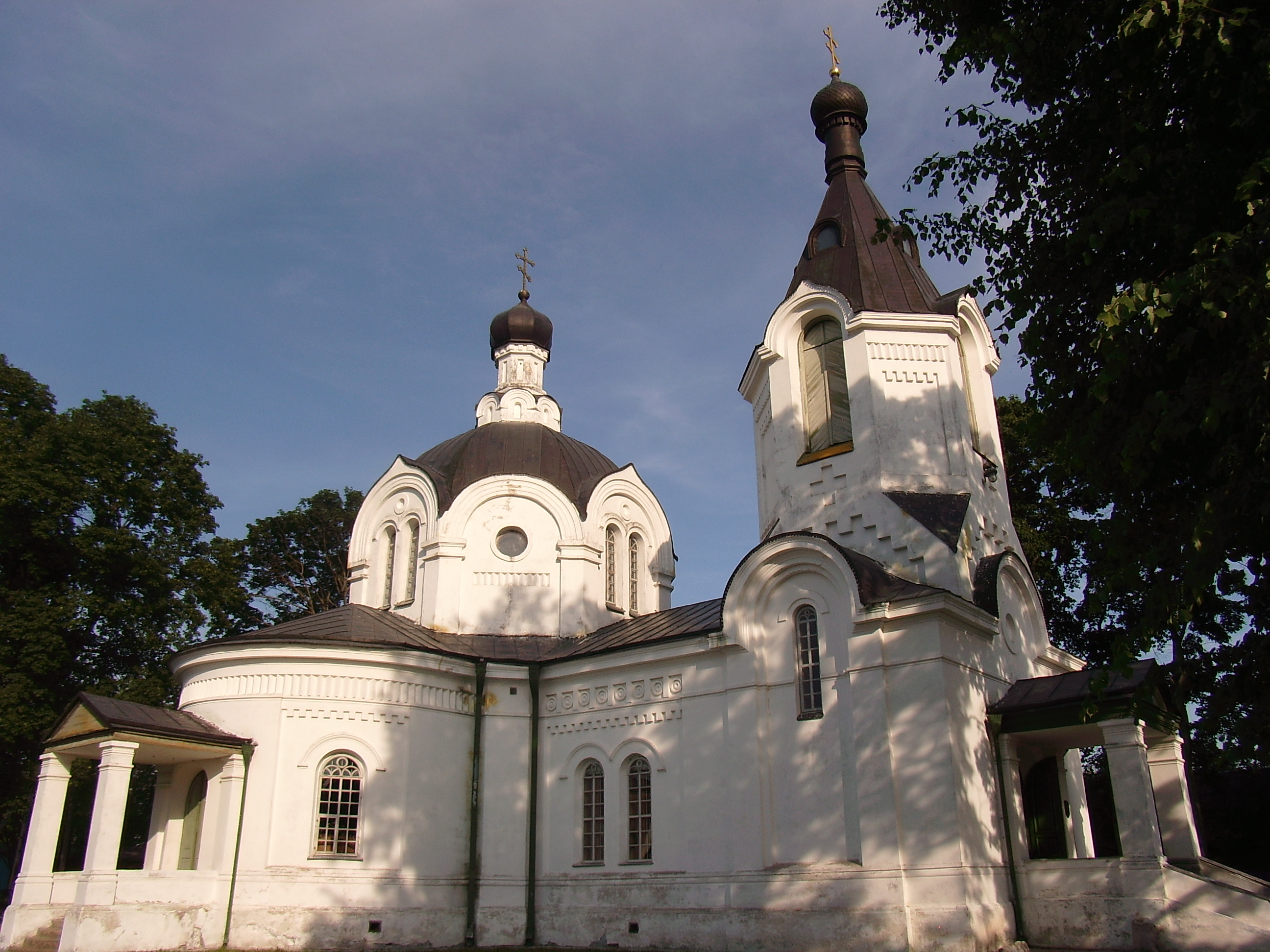
Церковь Св. Троицы

В 1751 инвентаре зафиксировали в Лебедеве 125 усадеб (60 владельцев имели по полволоки (волока — 21,3 га) и немного больше земли, остальные — гораздо меньше).
По инвентарю 1762 года Лебедево принадлежала Тадеушу Огинскому. В Лебедеве тогда было 29 дымов и 233 человека. Спиртзавод и солодильня давали годовой доход в 600 злотых. Была кузница с мастерами-кузнецами. Рядом пуща богата зверем и др. живностью. Так было до конца XVIII века, Когда владелец пуще Якуб Сакович не продал её генералу Павлу Равинскому, начавший промышленную вырубку, что в итоге послужило причиной к исчезновению леса.
Через Лебедево 4 декабря 1812 проезжал Наполеон на встречу со своим генералом Гогендорпом в Беницу.
В Лебедеве были сформированы отряды восстаний 1830—1831 и 1863—1864 годов.
Известно, что в первой половине XIX века в Лебедеве существовал госпиталь при костёле. В Лебедеве работали вольнопрактикующие врачи: Ромуальд Иванович Шмидт, Бенциян Абрамович Задински, Лейба Абрамович Блумберг, Дмитрий Михайлович Сакович (в имении Огородники), зубной врач — Исаак Яковлевич Цукерман. Была аптека Ицки Цукермана.
С 1860 года в Лебедеве работало народное начальное училище, также в Лебедеве был свой театр.
В середине XIX века Лебедево насчитывали около 1100 жителей. Холмистые места не позволяли иметь длинных улиц, единственная длинная улица — Виленская.
В 1861 году в Лебедеве было 182 дома. С 29 июня до 9 июля ежегодно проводилась ярмарка. Приезжало до 2 тысяч купцов из Вильнюса, Сморгони, Крево, Минска, Молодечно, Городка. Продавали сукно, керамические изделия, дублёнки, детские игрушки, сладости, заключались торговые договоры, а кроме ярмарок, каждый понедельник в Лебедеве проводились так называемые «торги».
С Лебедево связан старый дворянский род Цивинских. Иван Игнатьевич Цивинский организовал общество филантропии. Зенон Доминикович Цивинский в XIX веке — известный окулист.
В конце XIX века в деревне Лебедево было около 1290 жителей, 160 домов, 2 церкви, школа, пивоварня, 2 постоялые дома, 7 ярмарок ежегодно.
В конце XIX века начале XX века городок Лебедево принадлежало роду Свенторжецких.
Лебедево в разное время принадлежала Гарбовским, Давидовичам, Копытовским, Мицкевичем, Радзишевским.
Во время Первой мировой войны в сентябре 1915 года Лебедево было захвачено кайзеровскими войсками.
В Лебедеве при Польше в 1937 году была создана Лебедевская хоровая капелла.
Во Вторую мировую войну Лебедево вошло в составе Польши 1 сентября 1939 года и уже 17 сентября 1939 года было занято советскими войсками.
С 1941 по 1944 год Лебедево находилось под немецкой оккупацией, во время которой в Лебедеве существовало гетто, были убиты более 600 евреев. 24 июня 1942 они были согнаны под видом вывода на работу в сарай, который находился за 1 км от Лебедево в сторону деревни Марково и принадлежал А. В. Субочу, расстреляны и сожжены вместе с сараем. На месте трагедии был установлен памятный знак — памятник с советской символикой.
5 июля 1944 года освобождена частями 3-го Белорусского фронта от фашистских захватчиков.

В 2008 году деревня Лебедево преобразована в агрогородок. 

Лебедево на старых фотоснимках
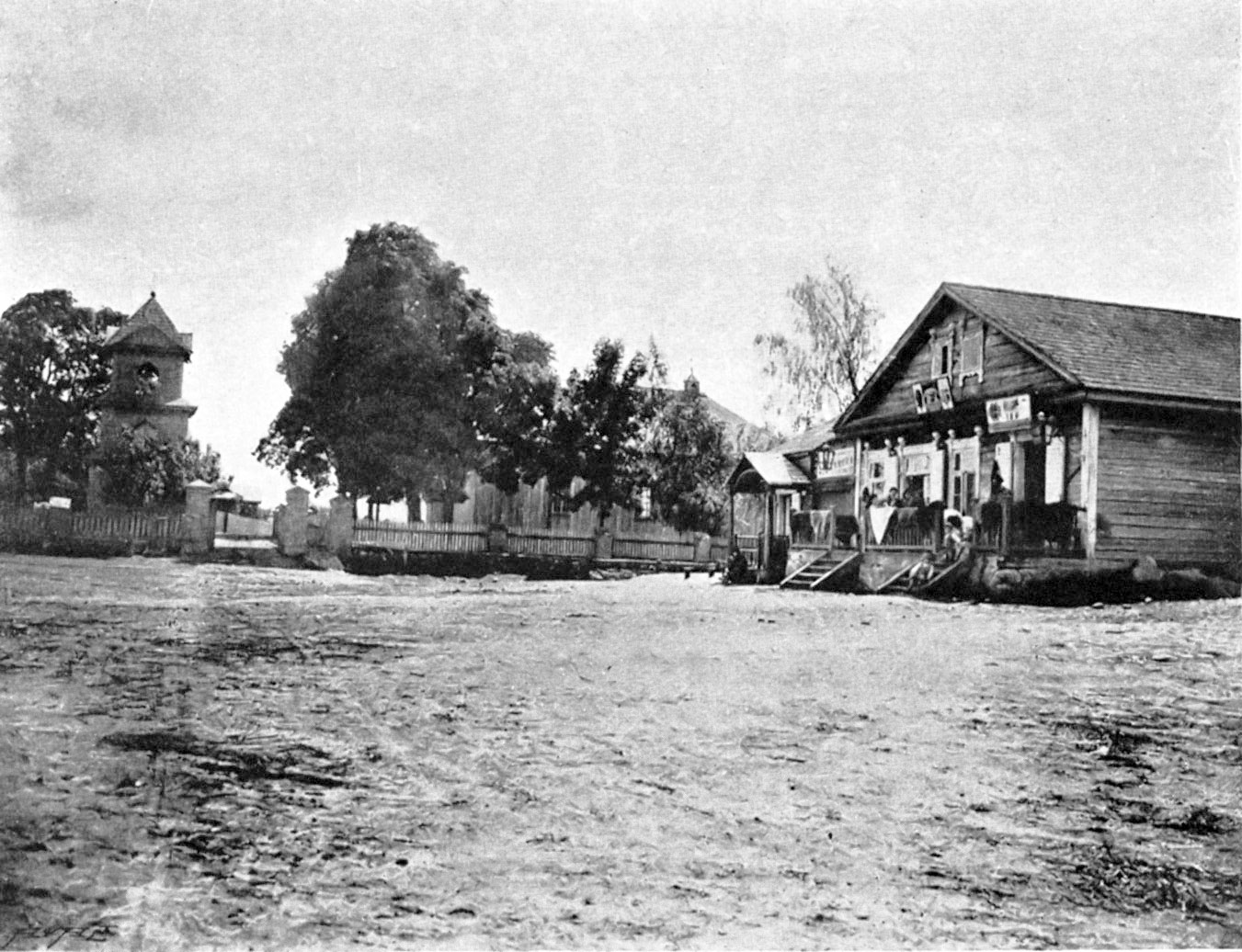
Рынок и костёл, 1897 г.
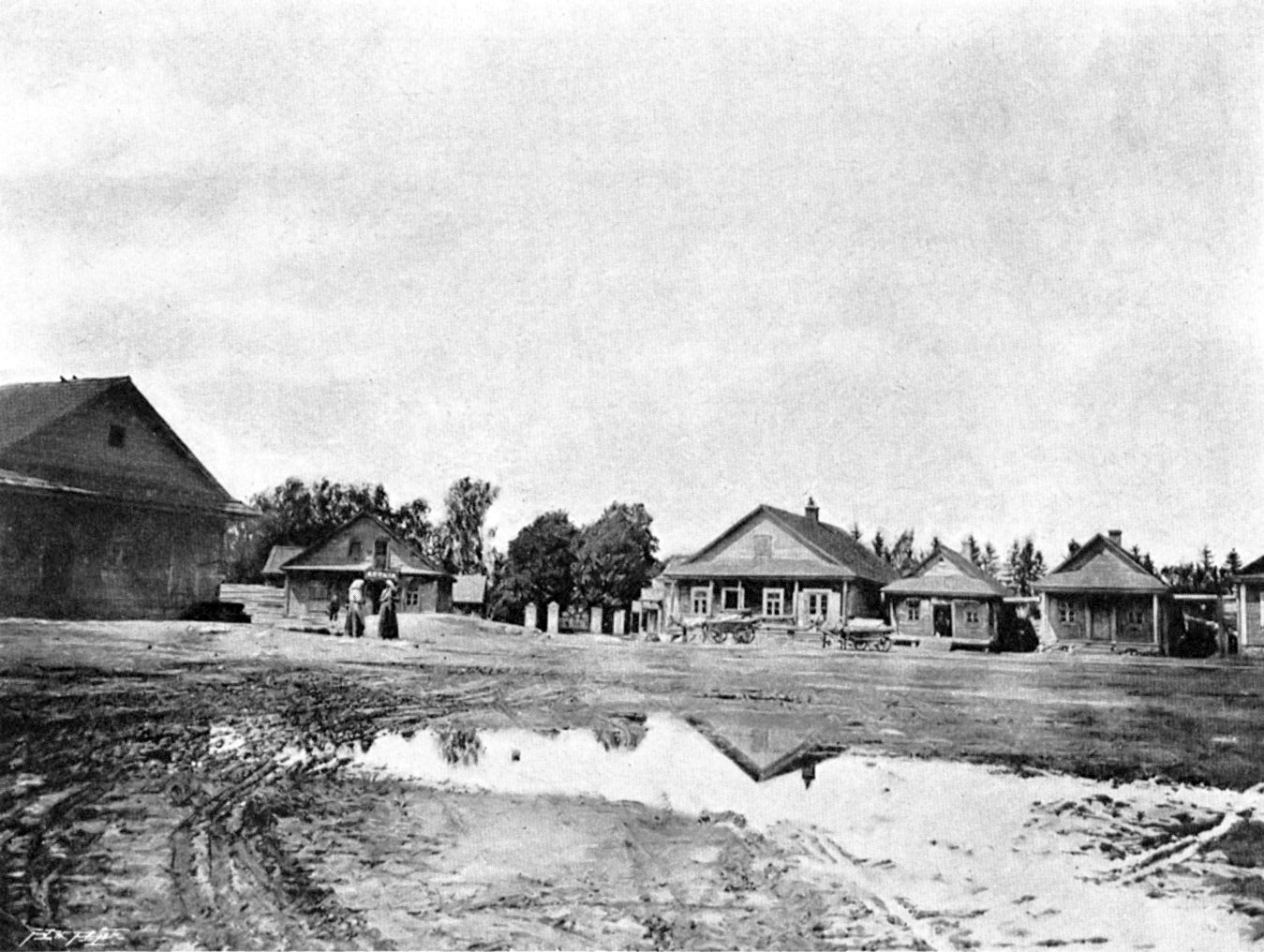
Рынок и брама усадьбы, 1897 г.
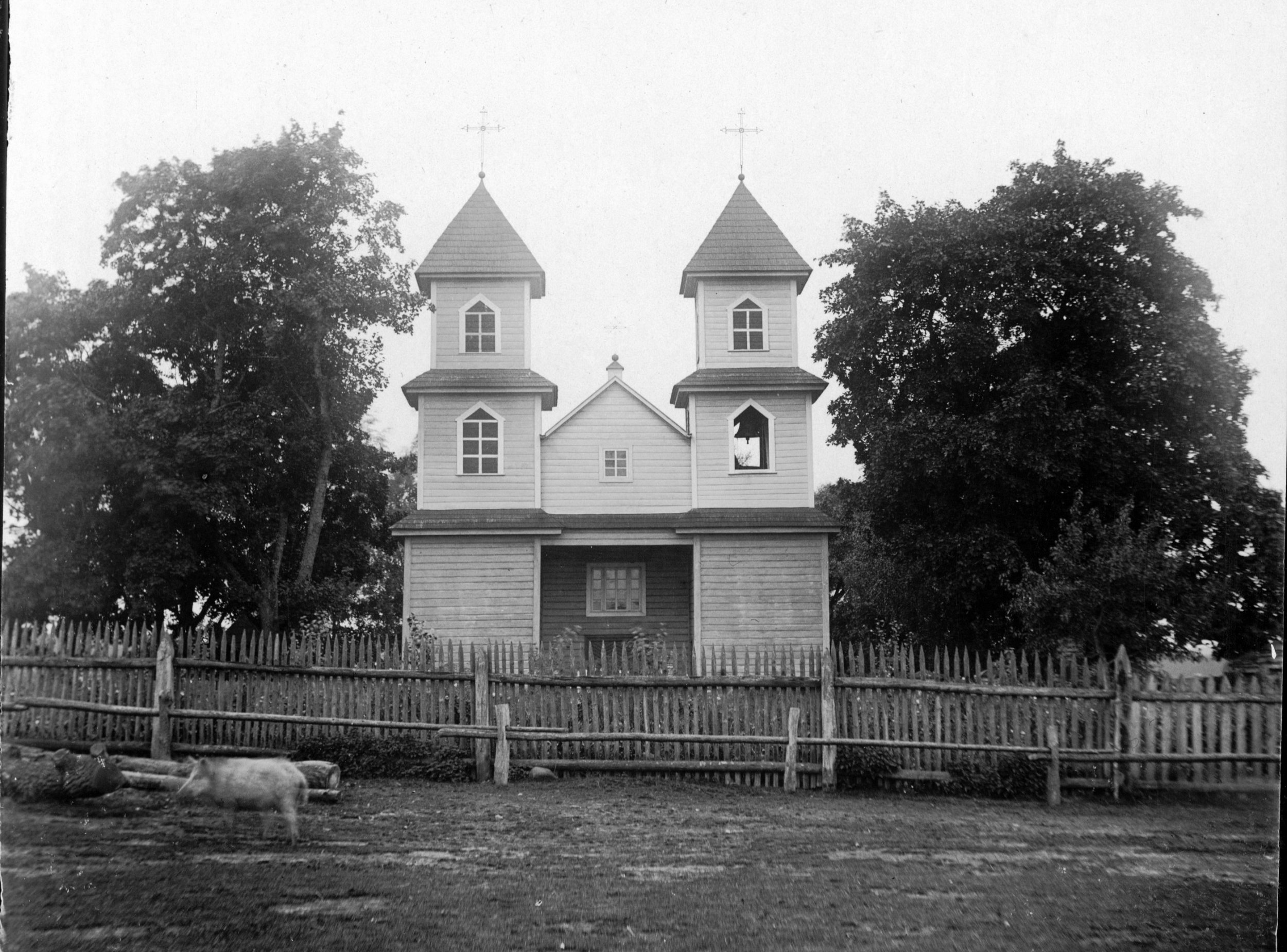
Костёл, ок. 1900 г.
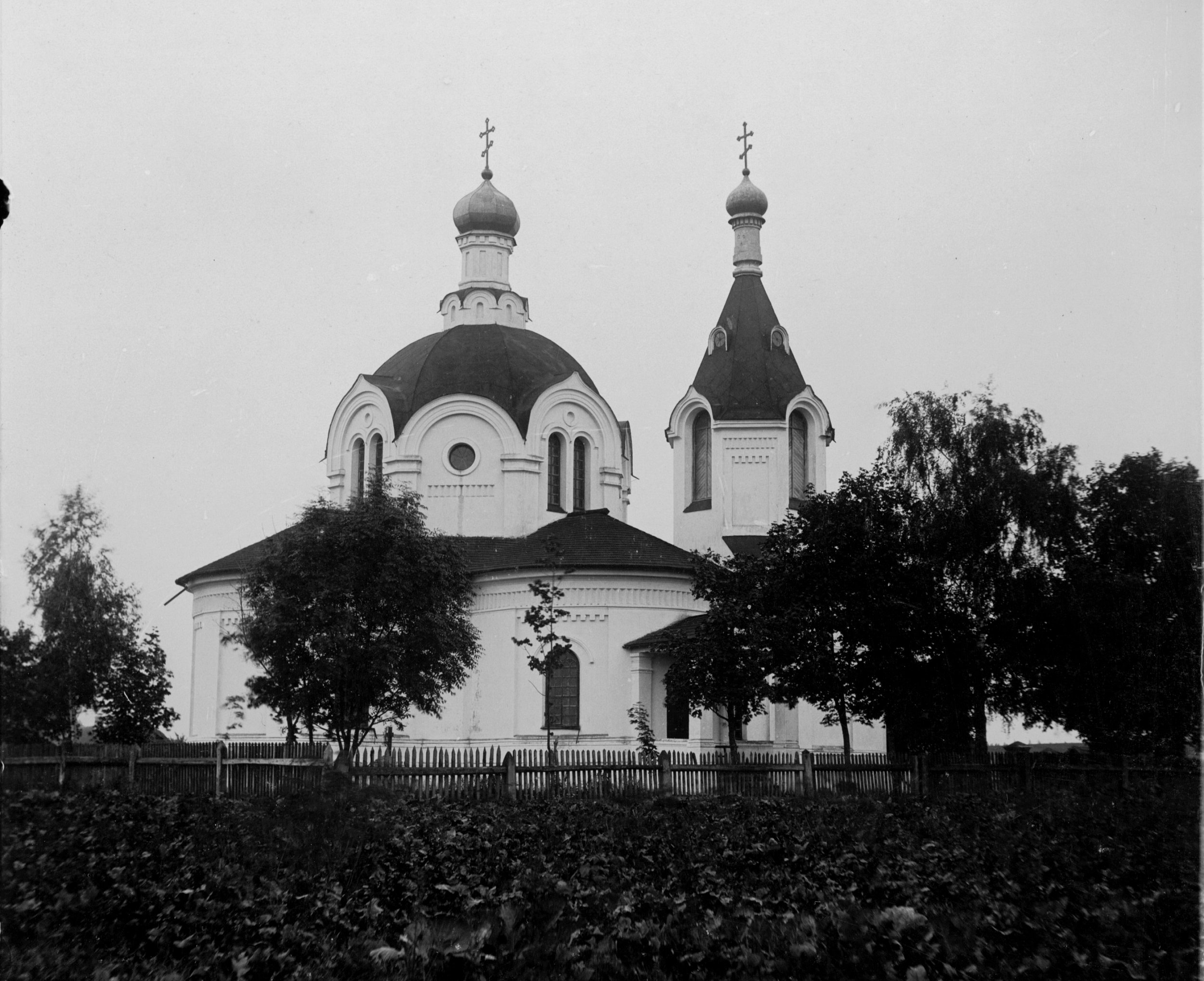
Церковь, ок. 1900 г.

## Лебедевская хоровая капелла

### История
В конце XIX века начале XX века в Лебедеве был создан хор, что пел в местной церкви, а также белорусские песни на праздниках и мероприятиях. Известные песни из репертуара того времени: «А хто там идзе?», «А в поле крыничанька», «Крапивушка», «Зялёны Дубочак».
В 1937 году коллектив стал называться капеллой, и 1937-й год считается датой создания одного из старейших творческих коллективов Минской области.
В 1962 году Лебедевской хоровой капелле присваивается почётное в советское время звание — народная. В репертуар входят песни согласно с существующим строем. Но главное место занимают народные песни такие как «Купалинка», русская «Варяг», украинская «Барвинка», польская «Каралинка», чешская «Камышынка».
Лебедевская народная хоровая капелла устраивала концерты как в Беларуси, так и за рубежом — в Вильнюсе, Каунасе, Москве, Санкт-Петербурге.
Коллектив принимал участие в различных фестивалях и конкурсах, неоднократно принимал участие в радио- и телепередачах, имеет множество грамот, призов.

### Руководители
- С 1937 Иван Степанович Корсак — руководитель церковного хора.
- С 1950 Иосиф Сушко.
- В 1963 году руководителем был назначен Александр Григорьевича Пыжика.

Над капеллой долгие годы шефствовал заслуженный деятель искусств Беларуси Григорий Романович Ширма.
По состоянию на июнь 2011 года капеллой руководил Илья Андреевич Конопелько.

## Культура
- Дом культуры
- Музей «Спадчына» ГУО «Лебедевская средняя школа Молодечненского района»[5]

## Достопримечательность
- Каплица (1910 г.)

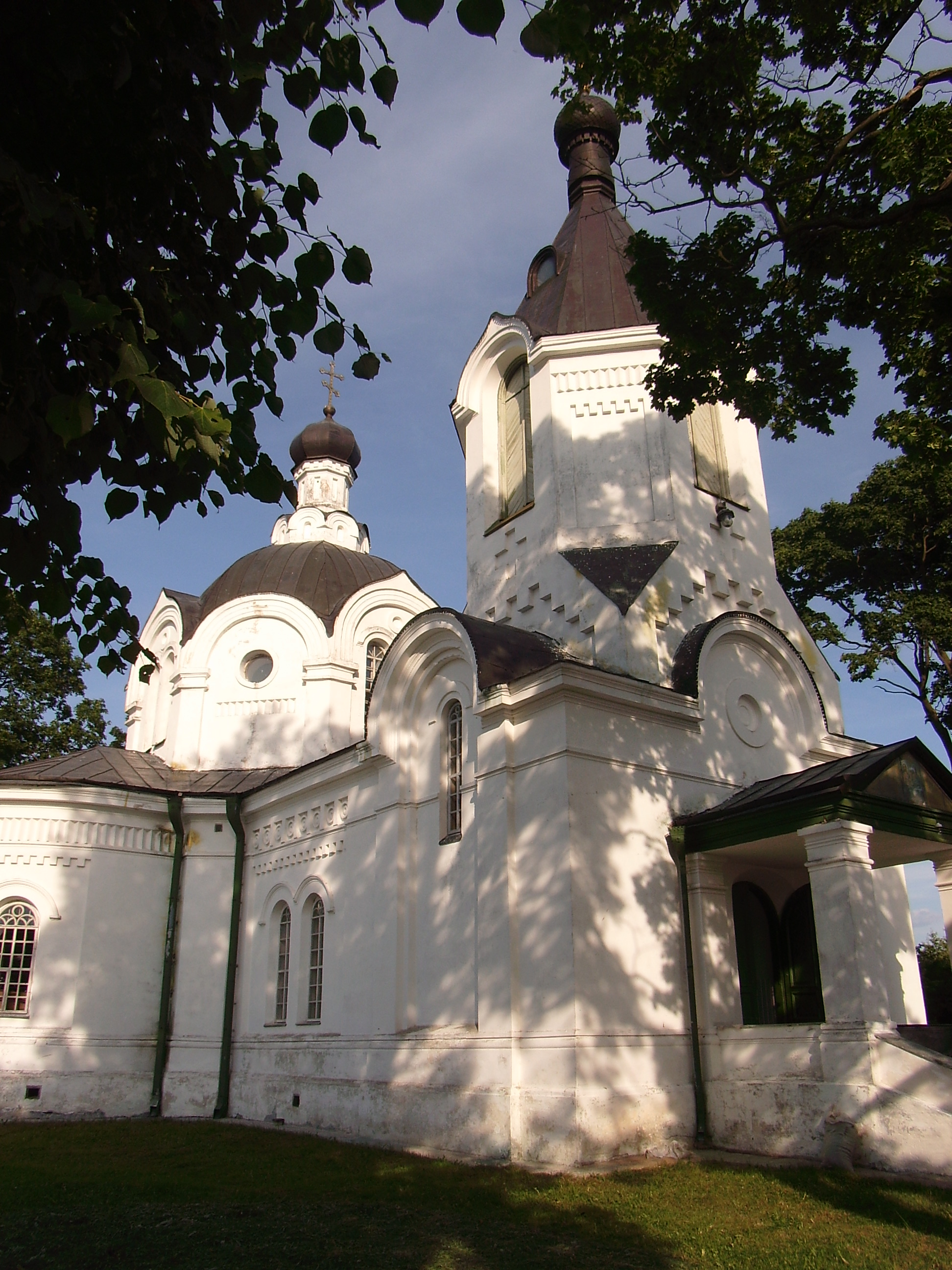
Церковь Святой Троицы

- Церковь Святой ТроицыЦерковь Святой Троицы, 1869 год —  Историко-культурная ценность Республики Беларусь, шифр 613Г000308.

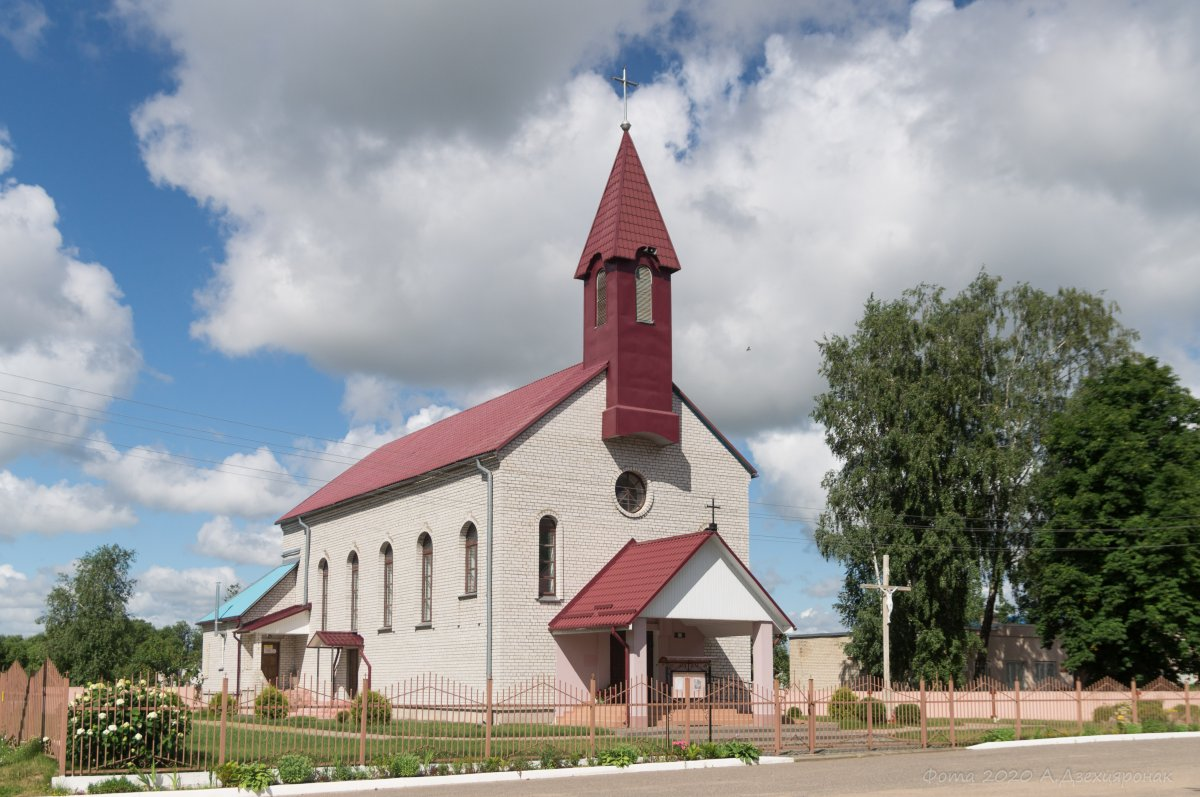
Костёл Св. Иисуса

- Костёл Св. ИисусаКостёл Святого Иисуса (2010)

### Утраченное наследие
- Костёл Пресвятой Марии (1840 г.)

## Спорт
- Физкультурно-оздоровительный комплекс

## Известные лица
- Борис Кит — в 1941 году с началом нацистской оккупации, чтобы избежать ареста, некоторое время жил в деревне Лебедево, где позже учительствовал в местной народной школе.
- Роман Семашкевич — родился в Лебедево в 1900 году в семье господского садовника.
- Вениамин Захарович Нехвядович (родился в Лебедево в 1931 году) — заведующий хирургическим отделением 3-й Минской клинической больнице. Отработал врачом 62 с половиной года.